# Antonije Abramović
Antonije Abramović (Orahovac kod Kotora, 16. jul 1919 — Podgorica, 18. novembar 1996) bio je raščinjeni sveštenik Američke pravoslavne crkve, a potom samozvani mitropolit nekanonske Crnogorske pravoslavne crkve (1993–1996). Iako je 1993. godine, kao sveštenik pod zabranom činodejstva, izabran za mitropolita od strane grupe crnogorskih autokefalista, nikada nije uspeo da obezbedi arhijerejsku hirotoniju, niti da dobije priznanje svog izbora, tako da je do kraja života ostao mitropolit samo po imenu, a u međuvremenu je lišen svešteničkog čina (1994) i izopšten iz Pravoslavne crkve (1995).

## Biografija
Svetovno ime mu je bilo Ilija. Nakon kraćeg boravka u manastiru Praskvici (1935), odlazi u manastir Visoke Dečane (1937). Sveštenički čin je stekao 1941. godine, a potom je obavljao razne manastirske službe, da bi 1950. godine postao i dečanski iguman. Tokom narednih godina, obavljao je službe u raznim manastirima, a 1959. godine prelazi u Mitropoliju crnogorsko-primorsku, gde je postavljen na dužnost igumana manastira Savine kod Herceg Novog. Godine 1961. bio je viđen kao jedan od mogućih kandidata za upražnjeno mjesto mitropolita crnogorsko-primorskog, ali takve aspiracije su se pokazale kao neosnovane. Nakon kraćeg boravka u Atini (1962), emigrirao je u Sjevernu Ameriku (1963).

### Nepostojanje arhijerejskog čina
Tokom boravka u inostranstvu, Abramović je stupio u vezu sa raznim pravoslavnim, kako kanonskim, tako i nekanonskim jurisdikcijama, promenivši više službi, na području SAD i Kanade. Sredinom 1987. godine, u Kanadskoj eparhiji Američke pravoslavne crkve (APC) uvedena je služba pomoćnog (vikarnog) episkopa, sa titulom episkop Edmontona, a na tu službu je postavljen Serafim Storhajm, koji je 1991. godine izabran za eparhijskog episkopa u Kanadskoj eparhiji APC, nakon čega je služba vikarnog episkopa edmontonskog ostala upražnjena. U to vrijeme, pod okriljem Serafima Storhajma se nalazio i vrijemešni Abramović, koji je obavljao razne niže službe u Kanadskoj eparhiji, a u mirovinu je otišao sa počasnim zvanjem arhimandrita, što je bilo njegovo najviše crkveno zvanje, koje je ikada stekao. U januaru 1993. godine, odlukom Serafima Storhajma, umirovljeni Abramović je reaktiviran i postavljen na službu pri Crkvi Svetih Apostola u Montrealu. Tokom ljeta iste godine, razmatrana je mogućnost da se Abramoviću povjeri nadzor nad monaštvom u Kanadskoj eparhiji. Tim povodom, Serafim Storhajm je pismom od 26. jula obavijestio Abramovića o svojoj namjeri da mu počevši od 1. avgusta povjeri pomenutu službu, u zvanju: "episkopov vikar za monaštvo u Kanadi" (енгл. Bishop's Vicar for monasticism in Canada), ali do realizacije ove zamisli nikada nije došlo, pošto se Avramović u to vrijeme već uveliko pripremao za odlazak u Crnu Goru.
Iako nikada nije stekao arhijerejski čin, u bilo kom stepenu, Abramović je tokom iste 1993. godine, nakon dolaska u Crnu Goru,  počeo da daje izjave u kojima se predstavljao kao arhimandrit-mitrofor, koji je bio naznačen za "vikarnog edmontonskog episkopa". Na osnovu takvih pretenzija, koje su dalje širili crnogorski autokefalisti, u dijelu javnosti je počeo da se stvara utisak da je Abramović doista stekao arhijerejski čin, i to pod okriljem Američke pravoslavne crkve. Kako bi opovrgla ove zablude, Srpska pravoslavna crkva se obratila sestrinskoj Američkoj pravoslavnoj crkvi, radi pribavljana tačnih i zvaničnih informacija. U oktobru 1993. godine, srpski patrijarh Pavle je mitropolita Teodosija, poglavara APC, obavijestio o raznim spornim pitanjima koja su se odnosila na delatnost Abramovića. Nakon toga je usledio odgovor mitropolita Teodosija, koji je 29. oktobra obavijestio srpskog patrijarha da Abramović nikada nije stekao arhijerejski čin. Pored toga, zbog nekanonskog rada na pripremi proglašenja "autokefalne" crkve u Crnoj Gori, mitropolit Teodosije je Abramoviću izrekao niz kaznenih mjera koje su se odnosile na zabranu vršenja svih sveštenih radnji, sa napomenom da te zabrane stupaju na snagu odmah. Tom prilikom, mitropolit Teodosije je izričito naglasio da je položaj vikarnog edmontonskog episkopa upražnjen, doslovno optuživši Abramovića za lažno predstavljanje.
Mnogo godina kasnije, onaj isti Serafim Storhajm, u čijoj je Kanadskoj eparhiji služio Abramović, optužen je (2010) i pravosnažno osuđen (2015) za pedofiliju, i zbog toga je smenjen sa svih crvenih službi i lišen svih sveštenih činova. Prema presudi kanadskog suda, krivični prestupi Serafima Storhajma su se događali dvadesetak godina pre sudskog procesuiranja, dakle upravo u vrijeme kada je pod njegovim okriljem služio i Abramović. Daleko prije pomenutog sudskog procesa u Kanadi, u vrijeme dolaska Abramovića u Crnu Goru (1993), u javnosti su se pojavile razne vijesti o njegovim nedoličnim radnjama iz ranijih vrijemena. Tako je podgorička Pobjeda od 13. novembra 1993. godine prenijela saopštenje MUP-a Crne Gore u kome je doslovno navedeno da državni organi raspolažu dokumentacijom o nedoličnim radnjama Avramovića, naspram oštećenih lica, koja su bila spremna da svjedoče o nemilim događajima. U istom saopštenju je ukazano na njegove veze sa neimenovanim obaveštajnim službama.

### Djelatnost u Crnoj Gori
Na Lučindan, 31. oktobra 1993. godine, Abramović se odazvao pozivu nevladinih organizacija i političkih partija koje su zagovarale crnogorsku državnu nezavisnost i crkvenu autokefalnost. Na zboru koji je održan na Cetinju, a u čijoj je organizaciji glavnu ulogu imao Liberalni savez Crne Gore, Abramović je aklamacijom proglašen za vjerskog poglavara novostvorene Crnogorske pravoslavne crkve, sa titulom: arhiepiskop cetinjski i mitropolit crnogorski. Osim Abramovića, pomenutom skupu nije prisustvovao niko od sveštenih lica, bilo domaćih ili stranih. Nekanonski čin, kojim je Abramović "izabran"  za "mitropolita", izazvao je brzu reakciju srpskih crkvenih krugova, koji su Abranovića optužili za nekanonsko postupanje i izazivanje crkvenog raskola u Crnoj Gori. Tim povodom su preduzeti i odgovarajući koraci. U saradnji sa Američkom pravoslavnom crkvom, kojoj je Abramović pripadao po ranijoj službi, a koja ga je već u oktobru 1993. godine stavila pod zabranu činodejstva, pokrenut je postupak za utvrđivanje njegove odgovornosti. Pošto je odbio da se povinuje crkvenom sudu, lišen je svešteničkog čina (1994), a potom je, zbog nastavka svojih anticrkvenih aktivnosti, u potpunosti izopšten iz Pravoslavne crkve (1995). Ni jednu od ovih odluka Abramović nije želeo da prizna, i javno ih je odbacivao, što je dovelo do ozbiljnih crkveno-pastirskih posljedica po njegove pristalice, koji su sljedeći njega odlutali u potpuni raskol.
U međuvremenu, veći dio 1994. i 1995. godine proveo je izvan Crne Gore, nastojeći na raznim stranama da obezbijedi "arhijerejsku" hirotoniju, koju nije imao, niti ju je ikada stekao, bilo na kanonski ili nekanonski način. Ta okolnost je djelovala porazno na njegove pristalice, pogotovo na one koji su vjerovali da je Abramović još ranije stekao arhijerejski čin. Njegova prvobitna nastojanja da do arhijerejskog čina dođe uz pomoć nekanonske Makedonske pravoslavne crkve ili uz pomoć raskolničke grupe koja se odvojila od Bugarske pravoslavne crkve (takozvani "Alternativni sinod" BPC) pokazala su se kao uzaludna, a neuspješnim se pokazao i njegov pokušaj da arhijerejsku hirotoniju pribavi od pojedinih ukrajinskih nekanonskih grupa u Sjevernoj Americi. Suočen sa razotkrivanjem pune istine, Abramović je tokom 1994. i 1995. godine u više navrata javno priznao da tek sada radi na pribavljanju arhijerejske hirotonije, ali u tome nije imao nikakvog uspjeha. Njegovo držanje je dovelo do nastanka unutrašnjih sporova i podjela među crnogorskim autokefalistima, među kojima je došlo do formiranja tvrdokorne struje, koja je u javnosti nastavila da insistira na ranije uobličenom prividu o Abramoviću kao bivšem "vikarnom episkopu Edmontona". Ta zabluda je u okviru Crnogorske pravoslavne crkve poprimila obilježja dogme, tako da je među crnogorskim autokefalistima sve do danas opstalo uvjerenje da je njihov prvi poglavar doista bio nosilac arhijerejskog čina, iako su tu zabludu u više navrata zvanično demantovale nadležne crkvene vlasti.
Umro je 18. novembra 1996. godine u Podgorici, ne dočekavši arhijerejsku hirotoniju, bilo koje vrste, niti priznanje, sa bilo koje strane, a sahranjen je u Cetinju. Naslijedio ga je Miraš Dedeić (1997), koji je tokom narednih godina uložio mnogo truda na stvaranju uljepšanih i sada već mitskih predstava o Abramoviću i njegovoj djelatnosti, uz neizostavno ponavljanje priče o Abramoviću kao nekadašnjem "vikarnom episkopu Edmontona". Istovetne zablude se sistematski održavaju i šire od strane raznih medija, čime se od crnogorske javnosti nastoji prikriti istina o Abramovićevoj ličnosti i njegovoj nekanonskoj djelatnosti. Ova pojava nije promakla stranim istraživačima i stručnjacima za savremene religijske odnose, koji u svojim radovima nisu propustili da ukažu na prvobitno porijeklo i potonje širenje i održavanje crnogorskog autokefalističkog narativa.

## Literatura
- Алексић, Будимир; Крстајић, Славко (2005) [2004]. Трговци душама: Дукљанско-монтенегрински вјерски трафикинг у свјетлости докумената (2. изд.). Никшић: Омладински интелектуални центар.
- Дурковић-Јакшић, Љубомир (1991). Митрополија црногорска никада није била аутокефална. Београд-Цетиње: Свети архијерејски синод Српске православне цркве, Митрополија црногорско-приморска.
- Ивановић, Филип (2006). Проблематика аутокефалије Митрополије црногорско-приморске. Подгорица-Цетиње: Унирекс, Светигора.
- Kalezić, Dimitrije M. (1996). „Autokefalistički pokret u Crnoj Gori: Studija iz sociologije religije”. Religija-crkva-nacija: Vreme posle rata. Niš: Jugoslovensko udruženje za naučno istraživanje religije. стр. 108—122.
- Morrison, Kenneth (2009). Montenegro: A Modern History. London-New York: I.B.Tauris.
- Morrison, Kenneth; Čagorović, Nebojša (2014). „The Political Dynamics of Intra-Orthodox Conflict in Montenegro”. Politicization of Religion, the Power of State, Nation, and Faith: The Case of Former Yugoslavia and its Successor States. New York: Palgrave Macmillan. стр. 151—170.
- Раковић, Александар (2015). Срби и религијски интервенционизам 1991-2015: Политички аспекти верских изазова српској држави и цркви после распада Југославије. Београд: Хришћански културни центар др Радован Биговић. Архивирано из оригинала 07. 10. 2019. г. Приступљено 07. 10. 2019.
- Раковић, Александар (2019). Црногорски сепаратизам (PDF). Београд: Catena mundi. Архивирано из оригинала (PDF) 22. 08. 2020. г. Приступљено 07. 10. 2019.
- Rašović, Vojislav, ур. (2006). The Album of Memories: Canadian-Montenegrins. Toronto: Montenegrin Cultural Society of Toronto.
- Стаматовић, Александар Д. (2014). Историја Митрополије Црногорско-приморске 1918-2009 (PDF). Подгорица: Унирекс. Архивирано из оригинала (PDF) 29. 06. 2019. г. Приступљено 29. 06. 2019.
- Тодоровић, Владица С. (2016). „Проблематика захтева за аутокефалном црквом у Црној Гори” (PDF). Теолошки погледи. 49 (2): 321—338. Архивирано из оригинала (PDF) 23. 06. 2019. г. Приступљено 24. 05. 2019.
- Џомић, Велибор (2006). „Канонско-правни и државно-правни статус Митрополије црногорско-приморске”. Православље у Црној Гори. Цетиње: Светигора. стр. 129—157.
- Џомић, Велибор (2008). Црногорска лажна црква. Нови Сад-Подгорица: Orpheus, Удружење књижевника Црне Горе.

## Spoljašnje veze
- Independent (1993): Serbia tries to rid itself of a turbulent priest
- Danilo Burzan (1994): Đe su ljudi tu je i crkva Архивирано на веб-сајту  (3. март 2006)
- Вечерње новости (2006): Нема подела у цркви
- Анти-раскол (2010): Черногорская Православная Церковь
- RTCG (2014): Služen parastos prvom mitropolitu CPC
- Crnogorska pravoslavna crkva (2015): U subotu pomen blaženopočivšem mitropolitu Antoniju Архивирано на веб-сајту  (24. октобар 2020)
- Antena (2018): Prvi intervju Abramovića nakon dolaska u Crnu Goru
- YouTube: Antonije Abramović (1994)
- YouTube: Vladika Antonije (1996)
- Samozvani autokefalni poglavar: Izbor Antonija Abramovića bio je karikatura crkvenog poretka kome nema presedana („Večernje novosti”, 1. mart 2020)